# القرن 10

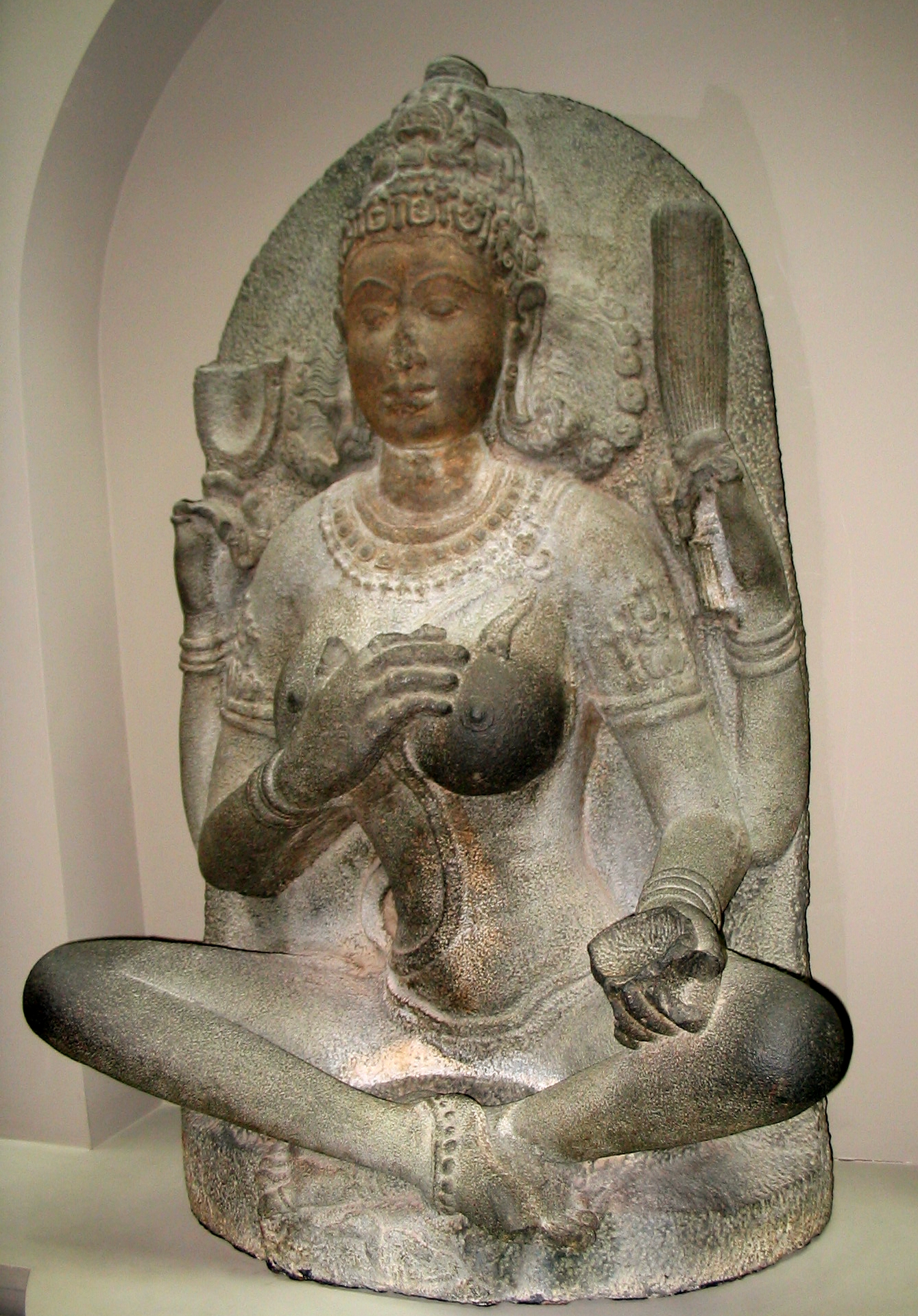
الهة اليوغيني، من القرن العاشر زمن سلالة تشولا، منحوتة من الجرانيت (حجر أخضر). يبلغ ارتفاعها 116.0 سم وعرضها 76.0 سم وعمقها 43.2 سم. عثر عليه في كافيريباكام بولاية تاميل نادو في الهند. من معرض آرثر إم. ساكلر في الأكاديمية الوطنية للعلوم (سميثسونيان) في واشنطن العاصمة.

القرن العاشر هو الفترة الزمنية الممتدة من اليوم الأول لعام 901 م إلى اليوم الأخير من عام 1000 م حسب التقويم الميلادي.
| عقد 890  | 890  | 891  | 892  | 893  | 894  | 895  | 896  | 897  | 898  | 899  |
| عقد 900  | 900  | 901  | 902  | 903  | 904  | 905  | 906  | 907  | 908  | 909  |
| عقد 910  | 910  | 911  | 912  | 913  | 914  | 915  | 916  | 917  | 918  | 919  |
| عقد 920  | 920  | 921  | 922  | 923  | 924  | 925  | 926  | 927  | 928  | 929  |
| عقد 930  | 930  | 931  | 932  | 933  | 934  | 935  | 936  | 937  | 938  | 939  |
| عقد 940  | 940  | 941  | 942  | 943  | 944  | 945  | 946  | 947  | 948  | 949  |
| عقد 950  | 950  | 951  | 952  | 953  | 954  | 955  | 956  | 957  | 958  | 959  |
| عقد 960  | 960  | 961  | 962  | 963  | 964  | 965  | 966  | 967  | 968  | 969  |
| عقد 970  | 970  | 971  | 972  | 973  | 974  | 975  | 976  | 977  | 978  | 979  |
| عقد 980  | 980  | 981  | 982  | 983  | 984  | 985  | 986  | 987  | 988  | 989  |
| عقد 990  | 990  | 991  | 992  | 993  | 994  | 995  | 996  | 997  | 998  | 999  |
| عقد 1000 | 1000 | 1001 | 1002 | 1003 | 1004 | 1005 | 1006 | 1007 | 1008 | 1009 |

شهد هذا القرن ذورة التطور الثقافي وخاصة في إسبانيا تحت حكم الخلافة الأموية وظهور الدولة الفاطمية في شمال أفريقيا بعد انتصار الفاطميين على دولة الأغالبة ثم تمكنوا من فتح مصر بعد انتصارهم على الدولة الاخشيدية.
توج ملك ألمانيا أوتو الأول إمبراطوراً للإمبراطورية الرومانية المقدسة بمباركة من البابا وأصبح الإمبراطور أوتو الأول مكافئاً في القوة والمكانة لإمبراطور بيزنطة.استطاع ملك وسكس أثيلستان توحيد الممالك الأنجلوساكسونية السبع ويؤسس مملكة إنجلترا
في كوريا وحدت سلالة غوريو ممالك كوريا الثلاث الأخيرة تحت اسم مملكة غوريو التي حكمت معظم شبه الجزيرة الكورية.
وفي الصين شهد بداية القرن سقوط سلالة تانغ الحاكمة بعد خلع الإمبراطور آي لتبدء فترة الأسر الخمس والممالك العشر التي انتهت علىس يد سلالة سونغ الحاكمة بعد نصف قرن.

## أحداث
- 900 سقوط إمبراطورية المايا نتيجة التغيرات المناخية والجفاف. وازدهرت حضارة المايا في أمريكا الوسطى (جواتيمالا والهندوراس والسلفادور وجزء من المكسيك) بداية من القرن الثالث الميلادي حتى سقوطها.
- 905 سقوط الدولة الطولونية في مصر والشام على يد الجيش العباسي بعد سنوات من الضعف.
- 907 قوات الفايكنج يجتاحون مملكة بريتاني شمال فرنسا وهروب عائلة بريتون الحاكمة إلى إنجلترا.
- 907 وفاة الأمير المعظم لاتحاد قبائل المجر أرباد وخلفه ابنه زولتان.
- 907 سقوط سلالة تانغ الحاكمة في الصين بعد خلع الإمبراطور آي في يونيو لتبدأ فترة الأسر الخمس والممالك العشر في الصين.
- 909 ظهور الدولة الفاطمية في شمال أفريقيا بعد انتصار الفاطميين على دولة الأغالبة ودخولهم القيروان عاصمة الأغالبة في يونيو وأسسوا مدينة المهدية عاصمة للدولة الناشئة.
- 910 ملك وسكس إدوارد الكبير ابن ألفريد العظيم يهزم الفايكنج في معركة تتنهول.
- 910 قيام بارانتاكا الأول من أسرة تشولا الحاكمة بطرد جيوش سلالة بانديا من جنوب الهند إلى سريلانكا.
- 911 حاصر الفايكنج بقيادة رولو الأول مرة أخرى واضطر ملك فرانسيا الغربية شارل الثالث للتفاوض معهم ومنحهم دوقية نورماندي مقابل ولائهم.
- 911 وفاة ملك فرانسيا الشرقية لودفيش الرابع آخر ملوك السلالة الكارولنجية وأصبح لقب الملك انتخابياً وفقاً للتقاليد الفيدرالية لدوقيات ألمانيا الرئيسية الأربعة ألمانيا وبافاريا وفرنكونيا وساكسونيا فتم انتخاب دوق فرنكونيا الذي أصبح الملك كونراد الأول ملكاً لفرانسيا الشرقية.
- 912 وفاة الإمبراطور البيزنطي ليو السادس في مايو وخلفه أخوه إلكسندر الثالث.
- 913 وفاة الإمبراطور البيزنطي ألكسندر الثالث في يونيو وخلفه قسطنطين السابع.
- 914 بداية فترة حكم سلالة وارمادوا لبلاد بالي.
- 917 انتصار سيميون الأول ملك بلغاريا على الإمبراطورية البيزنطية في معركة أشيلوس وانتزع فيها اعتراف بيزنطة بحكم البلغار.
- 918 قتل ملك تايبونغ الكورية غنغ يي في يونيو وخلفه وانغ غون الذي أعلن إلغاء مملكة تايبونغ وإنشاء مملكة غوريو
- 918 وفاة ملك فرانسيا الشرقية كونراد الأول في ديسمبر وانتخب خلفه دوق ساكسونيا الذي أصبح الملك هاينريش الأول أول ملك لمملكة ألمانيا.
- 922 ثار النبلاء بقيادة روبير شقيق الملك الأسبق أود على ملك فرانسيا الغربية شارل الثالث (المتواضع) الذي فر إلى لوثارينجيا وانتخب روبير ملكا باسم الملك روبير الأول.
- 919 معركة لانغشان جيانغ في الصين والتي انتصر فيها أسطول مملكة وويوي البحري بقيادة تشيان يوانوانج أسطول مملكة يانغ وو.
- 923 وفاة ملك فرانسيا الغربية روبير الأول في يونيو وخلفه دوق بورغونيا راؤول الاول.
- 923 استولى ملك ألمانيا هاينريش الأول على منطقة اللورين (لوثارينجيا).
- 923 حاصر سيميون الأول ملك بلغاريا القسطنطنية وأجبر بيزنطة على دفع الجزية لبلغاريا سنة وأعلن نفسه إمبراطوراً للبلغار.
- 924 وفاة ملك وسكس إدوارد الكبير في يوليو وخلفه ابنه الملك أثيلستان.
- 925 وصل الكروات من وسط آسيا لمنطقة كرواتيا أوائل القرن السابع وأسسوا اثنتين من الدوقيات وأصبح الملك توميسلاف أول ملوك كرواتيا.
- 927 استطاع ملك وسكس أثيلستان توحيد الممالك الأنجلوسكسونية السبع (وسكس  وساسكس وإسكس وكنت وشرق أنجليا ومرسيا ونورثمبريا) ويؤسس مملكة إنجلترا.
- 927 وفاة إمبراطور البلغار سيميون الأول في مايو وخلفه ابنه بيتر الأول.
- 928 مردويه بن زيار يؤسس الدولة الزيارية بشمال إيران.
- 928 دمار عاصمة مملكة ماتارام بسبب ثوران بركان جبل ميرابي الهائل.
- 929 استباحة القرامطة للكعبة في موسم الحج وأخذهم الحجر الأسود الذي بقي لديهم حوالي اثنين وعشرين عاما.
- 929 تأسيس ام بيو سيندوك لسريفيجايا ونقل مقر السلطة في مملكة ماتارام من ماتارام في جاوة الوسطى إلى تامولانغ في جاوة الشرقية.
- 929 كانت الأندلس إمارة أموية مستقلة عن دولة الخلافة العباسية حتى أعلن عبد الرحمن الثالث نفسه خليفة ولقب عبد الرحمن الناصر لدين الله.
- 930 تأسيس الدولة البويهية وسيطرتها على الجزء الأوسط والغربي من إيران وكذلك معظم العراق.
- 930 بروز حضارة تولتيك في المكسيك.
- 933 استطاع الأمير الصربي كاسلاف كلونيميروفيتش الهرب من محبسه في العاصمة البلغارية بريسلاف وقاد تمرد حتى استقلت صربيا عن الإمبراطورية البلغارية.
- 934 استيلاء عماد الدولة البوهي على فارس وتأسيس الدولة البويهية.
- 935 استقل والي مصر محمد بن طغج الإخشيد عن الدولة العباسية مؤسسا الدولة الأخشيدية.
- 936 وفاة ملك فرانسيا الغربية راؤول الأول في يناير وخلفه لويس الرابع.
- 936 وفاة ملك ألمانيا هاينريش الأول في يوليو وانتخب خلفه ابنه أوتو الأول.
- 936 غورم القديم يصبح أول ملك معترف به ويأسس مملكة الدنمارك.
- 936 وانغ غون ملك مملكة غوريو يوحد ممالك كوريا الثلاث (تايبونغ وشلا وبايكتشي) تحت اسم مملكة غوريو.
- 936 آلان الثاني يبدأ حملته في استعادة بريتاني بدعم من أثيلستان نجل الملك الٳنجليزي إدوارد الكبير.
- 939 وفاة ملك إنجلترا أثيلستان في أكتوبر وخلفه أخيه غير الشقيق إدموند الأول.
- 945 دخول عماد الدولة البويهي بغداد وأعلن نفسه حامي الخلافة.
- 945 وفاة أمير كييف روس إيغور بن روريك وخلفه ابنه سفياتوسلاف الأول.
- 946 وفاة ملك إنجلترا إدموند الأول في مايو وخلفه اخيه إدريد.
- 947 الحسن الحجام سلطان الدولة الإدريسية يقبض عليه من طرف جنود الدولة الأموية في الأندلس.
- 948 تأسيس مملكة نري في نيجيريا.
- 949 وفاة الأمير المعظم للمجر زولتان وخلفه ابنه تاكسوني.
- 954 وفاة ملك فرانسيا الغربية لويس الرابع في أبريل وخلفه ابنه لوثير.
- 955 وفاة ملك إنجلترا إدريد في نوفمبر وخلفه ابن اخيه إدويغ الاول.
- 955 انتصار ملك ألمانيا أوتو الأول على المجر في معركة ليشفيلد (955) في أغسطس ومنع المجريون من استمرار حملاتهم على دول أوروبا.
- 959 انقسمت لوثارينجيا إلى دوقية لورين كجزء من مملكة فرانسيا الغربية ولورين المنخفضة كجزء من مملكة ألمانيا.
- 959 وفاة ملك إنجلترا إدويغ الأول في أكتوبر وخلفه أخيه إدغار الأول.
- 959 وفاة الإمبراطور البيزنطي قسطنطين السابع في نوفمبر وخلفه ابنه رومانوس الثاني.
- 960 ميشكو الأول أول دوق لبولانيا ومؤسس دولة بولندا يعتنق الديانة المسيحية ويجعلها الديانة الرسمية للبلاد.
- 960 بعد أن استحوذ الإمبراطور تايزو على العرش قضي 16 عامًا في غزو الممالك الأخري لينهي فترة الأسر الخمس والممالك العشر ويؤسس سلالة سونغ الحاكمة في الصين.
- 960 دولة السلاجقة تعلن الٳسلام دينا رسميا لها.
- 961 اجتاح ملك ألمانيا أوتو الأول إيطاليا واندمجت إيطاليا الوسطى والشمالية في الإمبراطورية وأضحت إقطاعية من إقطاعيات التاج الألماني.
- 962 توج ملك ألمانيا أوتو الأول إمبراطوراً للالإمبراطورية الرومانية المقدسة بمباركة من البابا وأصبح الإمبراطور أوتو الأول مكافئاً في القوة والمكانة لإمبراطور بيزنطة وزوج ابنه لإبنة الإمبراطور البيزنطي رومانوس الثاني.
- 963 وفاة الإمبراطور البزنطي رومانوس الثاني في مارس وخلفه نقفور الثاني.
- 965 استطاع أمير كييف روس سفياتوسلاف الأول القضاء على إمبراطورية الخزر بعد انتصاره عليهم.
- 967 أجبر الإمبراطور الروماني أوتو الأول البابا يوحنا الثالث عشر على أن يتوج ابنه أوتو الثاني إمبراطوراً معه في ديسمبر.
- 968 نشوب معركة سيليسترا بين خقانات الروس والإمبراطورية البلغارية الأولى وانتصار الروس فيها.
- 969 تمكن الفاطميين من فتح مصر بعد انتصارهم علي الدولة الاخشيدية في مارس.
- 969 انتصر أمير كييف روس سفياتوسلاف الأول علي الإمبراطورية البلغارية واستولى على العاصمة بريسلاف وفر القيصر البلغاري إلى بلاد الروم حيث قام بتحريض الرحل البيشينيك ضد إمارة كييف فهاجم البيشينيك كييف واحكموا الحصار عليها مما اضطر سفياتوسلاف إلى العودة إلى كييف.
- 969 جون زميسكس الأول يغتال الإمبراطور البيزنطي نقفور الثاني في ديسمبر ويتوج إمبراطورا بدلا عنه.
- 969 القائد الفاطمي جوهر الصقلي ينشئ مدينة  القاهرة في يوليو.
- 970 وفاة قيصر البلغار بيتر الأول في يناير وخلفه ابنه بوريس الثاني.
- 970 القائد الفاطمي جوهر الصقلي ينشئ جامعة الأزهر في أبريل
- 971 أخضع الإمبراطور البزنطي جون زميسكس الأول جزءًا كبيرًا من الإمبراطورية البلغارية بعد انتصاره على القيصر البلغاري بوريس الثاني واستولى على العاصمة بريسلاف.
- 971 بلقين بن زيري والي أفريقية يستقل عن الدولة الفاطمية ويؤسس الدولة الزيرية في المغرب الأوسط.
- 972 وفاة الأمير المعظم للمجر تاكسوني وخلفه ابنه غيزة.
- 972 وفاة أمير كييف روس سفياتوسلاف الأول وخلفه ابنه ياروبولك الأول.
- 973 وفاة الإمبراطور الروماني أوتو الأول في مايو وخلفه ابنه الإمبراطور أوتو الثاني.
- 975 وفاة ملك إنجلترا إدغار الأول في يونيو وخلفه ابنه إدوارد الشهيد.
- 975 نتيجة لضعف الدولة السامانية انشق القائد التركي سُبُكْتِكِيْن وأسس الدولة الغزنوية في آسيا الوسطى وعاصمتها غزنة.
- 976 وفاة الإمبراطور البزنطي جون زميسكس الأول وخلفه باسيل الثاني الذي كرَّس حكمه الطويل لمحاربة البلغار.
- 978 أغتيل ملك إنجلترا إدوارد الشهيد في مارس وخلفه أضخيه إثيلريد أونريدي.
- 978 وفاة امير كييف روس ياروبولك الأول وخلفه اخيه فلاديمير الأول.
- 979 سلالة سونغ الحاكمة تعيد توحيد الصين تحت سلطتها.
- 980 إنشاء جامعة الأزهر في القاهرة من قبل الفاطميين.
- 983 وفاة الإمبراطور الروماني أوتو الثاني في ديسمبر وخلفه ابنه أوتو الثالث.
- 985 النرويجي إريك الأحمر يبدأ حملته في ٳستعمار جرينلاند.
- 986 وفاة ملك فرانسيا الغربية لوثير في مارس وخلفه ابنه لويس الخامس.
- 987 توفي الملك الشاب لويس الخامس في ظروف غامضة فاعلن النبلاء ولائهم لدوق باريس أوغو كابيه الذي اعتلى العرش في مايو فانتقلت الملكية من الأسرة الكارولنجية إلى أسرة كابيه يعتبر الملك اوجو كابيه اخر ملوك الفرنجة وأول ملوك فرنسا.
- 987 آه ميكات توتول شيو يوحد أوشمال ومايابان وتشيتشن إيتزا ويأسس عصبة مايابان.
- 988 نتيجة علاقات أمير كييف روس فلاديمير الأول مع البيزنطيين اعتنق المسيحية وأصبحت الأرثوذكسية هي الديانة الرسمية لروسيا.
- 990 شن الملك دارماوانجسا ملك مملكة ماتارام غزوًا بحريًا على فلمبان في محاولة فاشلة لٳسقاط سريفيجايا.
- 994 زيري بن عطية الحاكم المغراوي يبني مدينة وجدة في شرق المغرب ويجعلها قاعدة لحكمه.
- 999 هزيمة الدولة السامانية  وضمها للدولة الغزنوية.
- بداية الحقبة القروسطية الدافئة.
- ~900 : سقوط امبراطورية المايا
- 907 : سقوط سلالة تانغ الصينية بعد خلع الإمبراطور أي وبدء فترة الأسر الخمس والممالك العشر في الصين.
- 909 : ظهور الدولة الفاطمية في شمال أفريقيا.
- 910 :إدوارد الكبير ابن ألفريد يهزم الفايكنج النورثمبريون في معركة تتنهول [الإنجليزية]. ولم يتمكن الفايكنج من غزو جنوب نهر هامبر مرة أخرى.
- 911 :رولو أحد زعماء الفايكنج يقود قبيلته للسكن في نيوستريا ما يسمى الآن نرمندية، مؤسسا دوقية النورماندي.
- 917 :معركة أشيلوس [الإنجليزية] حيث هزم ملك البلغار سيميون الأول البيزنطيون. حيث انتزع منها اعتراف بيزنطة بحكم البلغار.
- 919 : اختيار هنري الصياد دوق سكسونيا ملكا على ألمانيا. وهو أول ملك من الأوتونيين. يعتبر هنري الأول مؤسس وأول ملك لألمانيا في العصور الوسطى.
- 927 : الملك أثيلستان يوحد ممالك الأنجلوسكسونية السبع ويؤسس مملكة إنجلترا. الممالك هي وسكس وساسكس وإسكس وكنت وشرق أنجليا ومرسيا ونورثمبريا. ||
- 927 : موت سيميون الأول. الاعتراف بالكنيسة البلغارية الأرثوذكسية، وهي أول كنيسة وطنية مستقلة في أوروبا. ||
- 928 :مردويه بن زيار [الإنجليزية] يؤسس الدولة الزيارية بشمال إيران. وقد طالب بعودة الإمبراطورية الساسانية والدين الزرادشتي. لكن الدولة مع بعده انتقلت إلى الدين الإسلامي
- 929 :عبد الرحمن الناصر لدين الله يحيي الخلافة الأموية في الأندلس فيصبح بذلك أول خليفة فيها. وهي بداية الخلافة الأموية في الأندلس التي استمرت مئة عام (929-1031).
- 934 : استيلاء عماد الدولة على فارس وتأسيس الدولة البويهية.
- 936 :وانغ جيون يوحد ممالك كوريا الثلاث.
- 945 : دخول عماد الدولة البويهي لبغداد وأعلن نفسه حامي الخلافة. واستمر الوجود البويهي في بغداد حتى سنة 1055.
- 955 : هزم أوتو الأول ابن هنري الصياد المجريون في معركة لخفيلد. ولم يتمكن المجريون من الوصول إلى وسط أوروبا.
- ~960 : أضحى مييشكو الأول دوق بولانيا [الإنجليزية]. وهو أول زعيم تاريخي لبولندا وهو مؤسس دولة بولندا.
- 960 : دخول السلاجقة في الإسلام.
- 962 : تنصيب أوتو الأول إمبراطور روماني مقدس.
- 963-964 : أوتو يعزل البابا جون الثاني عشر ويعين البابا ليو الثامن. وتعهد مواطني روما بعدم انتخاب أي بابا آخر بدون اعتماد الإمبراطورية المقدسة.
- 965-967 : اعتناق مييشكو الأول وبلاطه الديانة المسيحية، وجعلها ديانة قومية للبلد.
- 969 :جون زميسكس الأول يغتال نقفور الثاني يتوج إمبراطوراً بدلاً عنه.
- 970 : إنشاء جامعة الأزهر في القاهرة. وبناها المعز الفاطمي.
- 975 : ظهور الغزنويين في آسيا الوسطى. وهي أول سلطنة تركية مسلمة
- 976 : وفاة جون زميسكس الأول: ويخلفه باسيل الثاني حاكما الإمبراطورية لوحده. وتحت حكمه وصلت الإمبراطورية إلى ذروتها منذ جستنيان.
- 978 : الوزير المنصور بن أبي عامر يصبح الحاكم الفعلي لخلافة المسلمين في الأندلس. ووصول قوة المسلمين في الأندلس إلى الذروة تحت حكم المنصور.
- 981 : آخر حملة لباسيل الثاني ضد البلغار. واستمرت الحملة حتى سنة 1018.
- 985 : بدء حملة إيريك الأحمر الإسكندنافية الاستعمارية لغزو غرينلاند.
- 987 : تتويج أوغو كابيه على عرش فرنسا. وبدء سلالة الكابيتيون.
- 988 : أدخل فلاديمير الأول المسيحية في روسيا. وإعلان الأرثوذكسية دين رسمي للبلد.
- 999 هزيمة الدولة السامانية وضمها للغزنويين.

## شخصيات
- عبيد الله المهدي (873م - 934م)
- الحاكم بأمر الله (985م - 1021م)
- نقفور الثاني (912م - 969م)
- يوحنا زيمسكي (925م - 976م)
- باسيل الثاني (958م - 1025م)
- أديكافي بامبا (902م - 975م)
- أبو قاسم الفردوسي (935م - 1020م)
- ابن سينا (980م - 1037م)
- الفارابي (874م - 950م)
- ابن الهيثم (965م - 1040م)
- تايجو ملك غوريو (877م - 943م)
- أبو الريحان البيروني (973م - 1048م)
- هارالد ذو الشعر الفاتح (850م - 932م)
- فلاديمير الأول (958م - 1015م)
- عبد الرحمن الناصر لدين الله (891م - 861م)
- المنصور بن أبي عامر (938م - 392م)
- سيميون الأول ملك بلغاريا (865م - 927م)
- إدموند الأول (921م - 946م)
- أوتو الأول (912م - 973م)
- أوغو كابيه (941م - 996م)
- أوتو الثاني (955م - 983م)
- ثيوفانو (960م - 991م)
- إريك الأحمر (950م - 1003م)
- ليف إريكسون (970م - 1020م)
- أوتو الثالث (980م - 1002م)
- أولاف تريغفاسون (963م - 1000م)